# 弗拉沃
弗拉沃（法語：Fravaux，法語發音：[fʁavo]）是法国奥布省的一个市镇，属于奥布河畔巴尔区。

## 地理
弗拉沃（48°14'16"N, 4°38'18"E）面积3.72 平方千米，位于法国大東部大區奥布省，该省份为法国中北部省份，北起马恩省，西接塞纳-马恩省，西南至约讷省，东南至科多尔省，东临上马恩省。
与弗拉沃接壤的市镇（或旧市镇、城区）包括：阿尔冈松、若库尔、普罗韦维尔、斯普瓦。

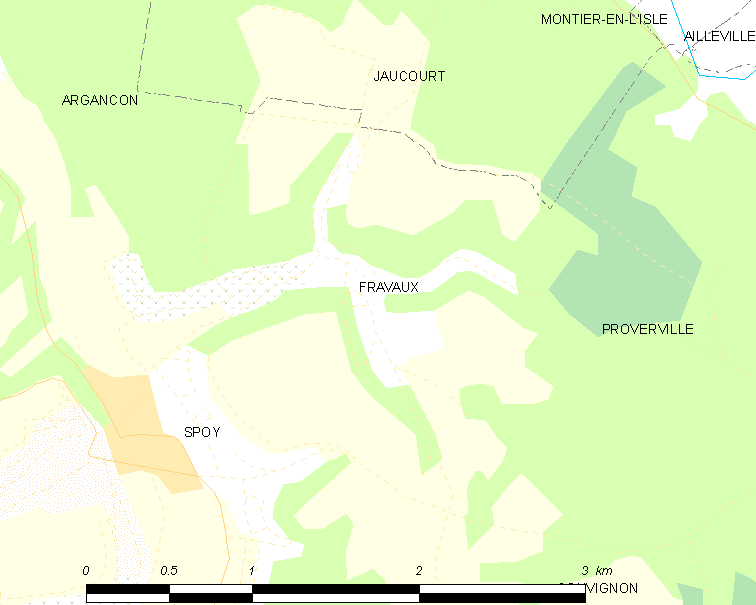
弗拉沃的OSM定位图

弗拉沃的时区为UTC+01:00、UTC+02:00（夏令时）。

## 行政
弗拉沃的邮政编码为10200，INSEE市镇编码为10160。

## 政治
弗拉沃所属的省级选区为奥布河畔巴尔县。

## 人口

1962-2008年间弗拉沃人口变化图示

弗拉沃于2022年1月1日时的人口数量为36人。